# VY Pyxidis
VY Pyxidis (HD 76296) är en ensam stjärna i norra delen av stjärnbilden Kompassen. Den har en högsta skenbar magnitud av ca 7,13 och kräver åtminstone en stark handkikare för att kunna observeras. Baserat på parallax enligt Gaia Data Release 3 på ca 3,95 mas, beräknas den befinna sig på ett avstånd på ca 826 ljusår (ca 253 parsek) från solen. Den rör sig bort från solen med en heliocentrisk radialhastighet på ca 21 km/s.

## Egenskaper

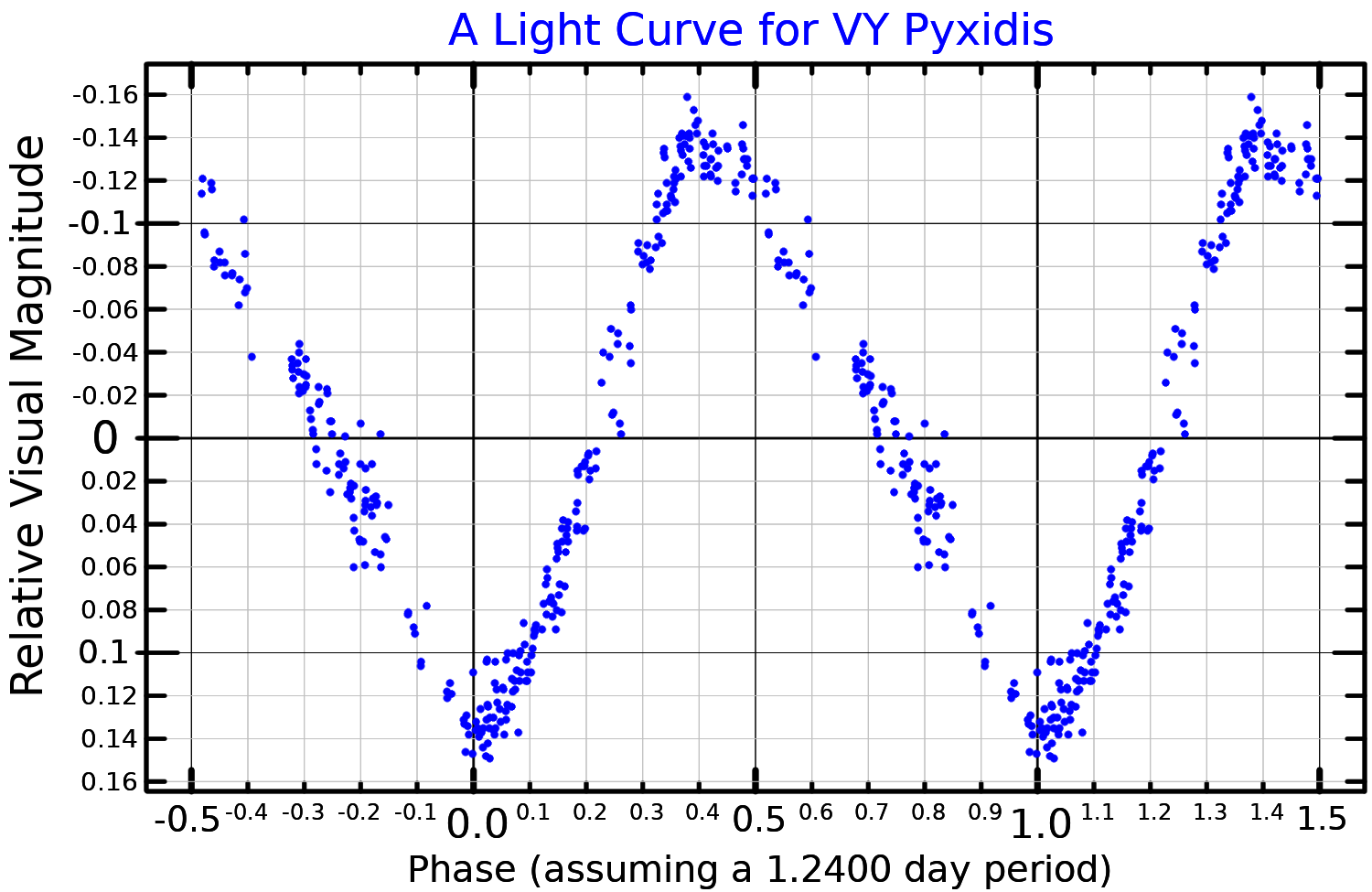
Ljuskurva i synliga bandet för UZ Pyxidis, plottad från data publicerade av Sanwal och Sarma (1991).

VY Pyxidis är en gul till vit jättestjärna av spektralklass F3/5 III och är klassificerad som en BL Herculis-variabel (typ II Cepheid), som varierar i skenbar magnitud från 7,13 till 7,40 med en period av 1,23995 dygn Den har en massa som är ca 2,4 solmassor,  en radie som är ca 6,5 solradier och har ca 46 gånger solens utstrålning av energi från dess fotosfär vid en effektiv temperatur av ca 6 100 K.